# Tipográfia TE
Tipográfia TE, azaz Tipográfia Testedző Egyesület, korábban Typograhia SC a nyomdász dolgozók központilag szervezett sportolási lehetőségét biztosította.

## Története
1903. január 30-án a nyomdász szakma lapjában a következő hirdetés jelent meg: Fölkéretnek mindazon szaktársak, akik a sport bármely neme iránt érdeklődnek, hogy február 2-án a szakegyesület helyiségében, egy alakítandó nyomdász sport club alakuló ülésére megjelenni szíveskedjenek. Megalakult a sportklub, az alapítók maguk közül nyolctagú elnökséget választottak. Elnök: Kellner Ernő, tagok: Ádám Ferenc, Balogh Zsigmond, Bárány Nándor, Kampi Zsigmond, Sauer Adolf, Schwartz Ignác és Schwartz Mór. 1912-ben elkészült az egyesület jelvénye.
1919-ben a Tanácsköztársaság alatt megpezsdült a nyomdászok sportélete, négy szakosztályban folyt munka: labdarúgás, torna, atlétika, turista szakosztály. A forradalom leverése után lehetetlenné vált a nyomdászok sportolása.
1930-ban megalakult Typographia Nyomdászok Testedző Egyesülete.
A második világháborút a sportolók nagy veszteségeként élték át. 1943-ban az egyesület vezetését kinevezett kormánybiztos vette át, az egyesületet 1944-ben megszüntették.
1945 után – eddigi története során harmadszor újjá szerveződött a Tipográfia Testedző Egyesület (Tipográfia TE). A labdarúgás mellett megjelentek a vízilabdázók, az atléták, a sakkozók. Létrejött a női nagy-pályás kézilabda szakosztály, majd az asztaliteniszezők alakítottak csapatot.
1950-ben törvényi utasításra létre kell hozni a szakmák nagy sportegyesületeit. A Tipográfia TE a Kőbányai Lombik SE-vel egyesült. Ebből a „házasságból” jött létre a Szikra SE.
1957-ben Maróti László a Szikra SE elnökének törekvéseként, újra önálló egyesület lett. Megalakul a női kis-pályás kézilabda és a férfi kosárlabda szakosztály.
1960-as évektől íjász szakosztály kezdte meg működését. Versenyzői: Barta Margit, Pintér Magdolna értek el kiemelkedő eredményeket. Megalakult a női kosárlabda szakosztály. Az évtizedre jellemzően szakosztályok szűntek meg (érdeklődés hiányában, anyagi-, szakmai- és technikai okok miatt) – úszó-vízilabda-, atlétikai, a férfi kosárlabda szakosztály. Erősödött a kerékpáros, az íjász és a sakkozó szakosztály élete. Az évtized végére újra működött a vízilabda, az atlétikai, illetve új sportágként a férfi-női röplabda szakosztály.
1973-ban, az alapítás 70. év fordulóján tizenegy szakosztályban csaknem 400 sportoló tevékenykedett.
1978-ban, az alapítás 75. évfordulóján köszöntötték az alapítók közül Schmidt Bélát, Bíróczky Jánost és Schaffer Alfréd jeles labdarúgót.
Az 1980-as években öt szakosztály munkája volt folyamatos.

## Szakosztályok

### Labdarúgó
A labdarúgóké volt az első egyesület, Typographia Sport Club néven. 1903. augusztus 15-én mérkőzést játszottak a Margit-szigeten a Magyar Athletikai Clubbal. Az első megméretést újabbak követték. Októberben a Typographia – UTE mérkőzés (2:2) volt, egy héttel később a Typographia – BSC I. (1:0). 1910-ben a szakosztály beszüntette működését, miután kiestek az első osztályból. Egy év szünet után Gutenberg néven indultak a III. osztályban.  A második világháborút követően újjáalakult a labdarúgóklub. Az egyesület híresebb labdarúgói közé tartozik Kanyaurek Lipót és Fatér Károly.

### Tornász és atlétika
1907-ben létrejött a tornász és az atlétikai szakosztály, ezzel egy időben megjelentek a nyomdász atléták a budapesti versenyeken. Az atlétikai szakosztály 1909 nyaráig működött, annak ellenére, hogy versenyzői országos és nemzetközi versenyen jeleskedtek. Jagicza Andor aranyérmet nyert egy-mérföldes távon, Stefáni Gyula ezüstérmes l0 km-es gyaloglásban.

### Természetbarát
1910. február 4-én alakuló közgyűlést tartott a Természetbarátok Turistatársasága, az alapító elnök: Redlinger József.

### Kerékpáros
1924-ben Gutenberg Kerékpár Kör néven önálló egyesületként megalakult a kerékpáros szakosztály. Az első elnök Papp Gyula lett. 1945 után a kerékpárosok Szikra Nyomda néven versenyeztek. Az aktív versenyzéstől 1973-ban vonult vissza Habony Ferenc, olimpikon kerékpáros. Blanár Tibor vezetésével sikeres szakosztályként tevékenykedett. Krétai László kerékpárszerelő fedezte fel Somogyi Miklós tehetségét. Timon Sándor az utánpótlás- csapatépítést, felkészítést végezte. 1982 után Pócsföldi Ottó edző irányításával kiváló sportolók sora került ki, akik válogatottak, magyar bajnokok lettek. 1985-től Horváth Sándor vette át az utánpótlás vezetését. 1989-től Megyerdi Antal szakosztályvezetőként, majd edzőként dolgozott.

### Vízilabda
1946-ban a vízilabdázók már a legmagasabb osztályban, az OB/I-ben szerepeltek. A 80-as évek Samu Miklós irányításával, több alkalommal megnyerték az OBI/B bajnoki címét, ám mindannyiszor anyagi okok miatt kellett lemondani arról, hogy az OB I/A-ban is szerepeljenek. Novák András az utánpótlás nevelésére specializálta magát, 1985-ben aranyérmes csapatot faragott a fiatal gárdából.

### Asztali tenisz
1950-ben Zsolnai László válogatott lett, részt vett a világbajnokságon. Melegh Tibor irányításával bajnokságot nyertek az NB/III -ban, majd az NB/II -ben szerepeltek. Anyagi okok miatt alacsonyabb osztályban szerepeltek a sportolók.

### Sakk
A sakkozók több mint 50 évig voltak az élvonalban. Kiemelkedő eredményt elérő versenyzők Barcza Gedeon nemzetközi sakk-nagymester, a többszörös világbajnok Korányi Attila, vagy Papp Navarovszky László, Szöllösi László. Anyagi okok miatt 1989-ben 12 országos rangsorú sakkozónk átigazolt más egyesületekbe. Akik maradtak, azok a Budapest I. osztályú bajnokságban folytatták a szereplést.

### Íjászat
Az íjászok az élvonalhoz tartoztak. Nagy Béla Moszkvában, a XXII., az 1980. évi nyári olimpiai játékokkon ötödik lett. Barta Margit kiváló egyéni versenyző majd főfoglalkozású edző, fiatalok egész csoportját vitte el a hazai és nemzetközi sikerekig, bajnokságokig. A sportág 1987-ben az országos rangsor első helyén állt, megelőzve a Spartacust és a Malévot.

### Tájfutó
Sikeres sportolók voltak: Kovács Magda, Kopasz Mariann, Tóth Réka, Nagyági Katalin. Anyagi okok miatt a szakosztály 1994-ben önállóvá vált.

## Írások
- 1909-ben  Typographia Sport Club címmel kézzel írt és sokszorosított lapot adott ki a klub.
- 1930-ban megjelent a Nyomdászsport című nyolcoldalas, nyomtatott hetilap.
- 1972-től jelenik meg az egyesület belső terjesztésű lapja, a Tipográfia sport-híradó. A lap megjelenését Tabák Endre, a Népsport volt főszerkesztője, a lap első főszerkesztője koordinálta.
- Csákvári János-Tabák Endre: Hetvenöt éves a Tipográfia Testedző Egyesület (minikönyv) – 1978, Budapest, Zrínyi Nyomda – ISBN 963-000-141-1

## Támogatók
- 1912-ben Löwenstein Arnold 600 koronát adományozott az egyesületnek labdarúgópálya építésére.
- Pallas Nyomda anyagilag támogatta az egyesületet, amire nagy szükség volt, mert az alapokat addig csak a tagdíjak jelentették.
- 1934-től a Nyomdász Szakszervezet anyagi és erkölcsi támogatást biztosított.

## A labdarúgó-szakosztály híres játékosai
* a félkövérrel írt játékosok rendelkeznek felnőtt válogatottsággal.
- Fatér Károly
- Kanyaurek Lipót